# Korenewski rajon
Der Rajon Korenewo oder Korenewski Rajon ist eine Verwaltungseinheit in der russischen Oblast Kursk.
Der Verwaltungssitz des Rajons ist Korenewo.

## Geografie
Der Rajon grenzt an die Rajons Gluschkowo, Rylsk, Lgow und Sudscha sowie an den ukrainischen Rajon Sumy in der Oblast Sumy.

### Flüsse
Das Rajongebiet wird von den Flüssen Sejm (linker Nebenfluss der Desna), Krepna und Snagost durchflossen.

### Klima
In diesem Rajon ist das Klima kalt und gemäßigt. Es gibt während des Jahres eine erhebliche Menge an Niederschlägen. Dfb lautet die Klassifikation des Klimas nach Köppen und Geiger.

## Geschichte
Der Rajon Korenewo wurde am 30. Juli 1928 als Okrug Lgow gebildet. Im Jahr 1934 wurde er Teil der neu gebildeten Oblast Kursk.
2024 wurden große Teile des Rajons im Rahmen der Kursk-Offensive 2024 von ukrainischen Truppen eingenommen, darunter auch das Verwaltungszentrum Korenewo.

## Kommunale Selbstverwaltung
Auf dem Territorium des Rajons Korenewo bestehen 1 Stadt- und 9 Landgemeinden (Dorfsowjets).

### Stadtgemeinden
| Name              | Verwaltungssitz | Anzahl der Orte | Einwohner (2010) | Fläche [km²] |
| ----------------- | --------------- | --------------- | ---------------- | ------------ |
| Siedlung Korenewo | Korenewo        | 1               | 5483             | 12,55        |

### Landgemeinden (Dorfsowjets)
| Name           | Verwaltungssitz | Anzahl der Orte | Einwohner (2010) | Fläche [km²] |
| -------------- | --------------- | --------------- | ---------------- | ------------ |
| Wiktorowski    | Wiktorowka      | 06              | 0713             | 071,05       |
| Komarowski     | Komarowka       | 04              | 0641             | 067,19       |
| Korenewski     | Korenewo        | 04              | 2390             | 058,56       |
| Ljubimowski    | Ljubimowka      | 02              | 0720             | 081,01       |
| Olgowski       | Olgowka         | 06              | 1499             | 111,31       |
| Puschkarski    | Puschkarnoje    | 10              | 1211             | 130,90       |
| Snagostski     | Snagost         | 02              | 0600             | 078,86       |
| Tolpinski      | Tolpino         | 08              | 1497             | 122,66       |
| Scheptuchowski | Scheptuchowka   | 09              | 1409             | 137,66       |

## Einwohnerentwicklung
| Jahr | Einwohner |
| ---- | --------- |
| 2002 | 21.474    |
| 2004 | 21.000    |
| 2006 | 20.133    |
| 2007 | 19.641    |
| 2008 | 19.172    |
| 2009 | 18.634    |
| 2010 | 18.294    |
| 2011 | 18.180    |
| 2012 | 17.733    |
| 2013 | 17.302    |
| 2014 | 16.832    |
| 2015 | 16.547    |
| 2016 | 16.299    |
| 2017 | 16.163    |
| 2018 | 16.052    |